# Ціґла
Ціґла або Цигла (словац. Cigla) — село в Словаччині, Свидницькому окрузі Пряшівського краю. Розташоване в північно-східній частині Словаччини в північній частині Низьких Бескидів у долині ріки Ондава.
Уперше згадується у 1427 році.

## Пам'ятки
У селі є греко-католицька церква святого Архангела Михаїла з 1838 року (псевдовізантійського стилю), перебудована у 1908 році. З 1963 року національна культурна пам'ятка.
У селі є також каплиця з 1805-10 років.

## Населення
| Рік:            | 1993 | 2003 | 2013    | 2023     |
| --------------- | ---- | ---- | ------- | -------- |
| Кількість осіб: | 88   | 88   | 99      | 77       |
| Різниця:        |      | +0 % | +12,5 % | -22,22 % |

| Рік:            | 2022 | 2023    |
| --------------- | ---- | ------- |
| Кількість осіб: | 74   | 77      |
| Різниця:        |      | +4,05 % |

У селі проживає 92 осіб.
Національний склад населення (за даними останнього перепису населення — 2001 року):
- словаки — 72,73%
- русини — 21,59%
- українці — 4,55%

Склад населення за приналежністю до релігії станом на 2001 рік:
- греко-католики — 92,05%,
- римо-католики — 3,41%,
- не вважають себе віруючими або не належать до жодної вищезгаданої церкви- 4,55%